# Бережок (Лужский район)
Бережок — деревня в Ям-Тёсовском сельском поселении Лужского района Ленинградской области.

## История
Впервые упоминается в Писцовой книге Водской пятины 1500 года, как деревня Бережок в Климентовском Тёсовском погосте Новгородского уезда.

БЕРЕЖОК — деревня при озере Пристанском. Пристанского сельского общества, прихода села Успенского.

Крестьянских дворов — 18. Строений — 86, в том числе жилых — 18.

Число жителей по семейным спискам 1879 г.: 47 м. п., 51 ж. п.; по приходским сведениям 1879 г.: 45 м. п., 50 ж. п.

В конце XIX — начале XX века деревня административно относилась к Тёсовской волости 5-го земского участка 4-го стана Новгородского уезда Новгородской губернии.

БЕРЕЖОК — деревня Пристанского сельского общества, дворов — 24, жилых домов — 24, число жителей: 51 м. п., 57 ж. п. 

Занятия жителей — земледелие, выпас телят. (1907 год)

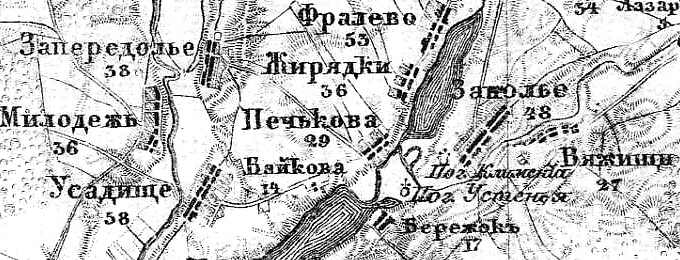
Деревня Бережок на карте 1915 года

Согласно карте из «Исторического атласа Санкт-Петербургской Губернии» 1915 года деревня Бережок насчитывала 17 крестьянских дворов.
С 1917 по 1927 год деревня Бережок входила в состав Тёсовской волости Новгородского уезда Новгородской губернии.
С 1927 года, в составе Ям-Тёсовского сельсовета Оредежского района.
С 1928 года, в составе Пристанского сельсовета.
По данным 1933 года деревня Бережок входила в состав Пристанского сельсовета Оредежского района.
C 1 августа 1941 года по 31 января 1944 года деревня находилась в оккупации.
С 1959 года, в составе Лужского района.
В 1965 году население деревни Бережок составляло 38 человек.
По данным 1966 и 1973 годов деревня Бережок также входила в состав Пристанского сельсовета Лужского района.
По данным 1990 года деревня Бережок входила в состав Ям-Тёсовского сельсовета.
В 1997 году в деревне Бережок Ям-Тёсовской волости проживали 4 человека, в 2002 году — 7 человек (все русские).
В 2007 году в деревне Бережок Ям-Тёсовского СП проживали 4 человека, в 2010 году — 3, в 2013 году — 1.

## География
Деревня расположена в восточной части района на автодороге 41А-004 (Павлово — Мга — Луга).
Расстояние до административного центра поселения — 1 км.
Расстояние до ближайшей железнодорожной станции Чолово — 19 км. 
Деревня расположена на восточном берегу Пристанского озера — разлива реки Тёсова.

## Демография
| 2007 | 2010 | 2017 |
| ---- | ---- | ---- |
| 1    | ↗3   | ↘1   |

## Улицы
Центральная.